# Jason Loutitt
Jason Loutitt, né le 27 avril 1974 à Trail, mort le 7 juin 2021 à Squamish, est un coureur de fond et d'ultrafond canadien. Il a remporté la médaille d'argent aux championnats du monde de trail 2011.

## Biographie
Né à Trail en Colombie-Britannique, Jason Loutitt connaît une enfance difficile marquée par de nombreux déménagements. Il pratique tout d'abord le hockey sur glace comme son père, puis s'essaie aux arts martiaux. Il s'enrôle dans l'Armée canadienne et se met à la course à pied. En 1999, il court son premier marathon à Winnipeg qu'il termine en 2 h 59 min 9 s,,.
Métis, il décide de s'investir pour les autochtones du Canada en mettant à profit son expérience de la course à pied en rejoignant le Conseil autochtone des sports et des loisirs du Manitoba. Le Tom Longboat Awards (en) lui est décerné en 2001 pour ses exploits sportifs et son investissement pour la communauté autochtone.
Le 4 juillet 2004, il participe à l'édition inaugurale des championnats NACAC de course en montagne à Vail. Effectuant une bonne course derrière les coureurs américains, il termine meilleur Canadien au pied du podium et remporte la médaille d'argent au classement par équipes,.
Le 10 juillet 2005, il remporte son premier marathon en s'imposant à celui de Calgary en 2 h 27 min 49 s.
En 2007, il entend parler du projet Blue Planet Run. Il décide d'y participer, se sentant concerné par le problème d'accès à l'eau potable, en raison de ses origines autochtones du Canada. Durant cet événement, il fait la rencontre de sa future femme, la marathonienne japonaise Taeko Terauchi.
Fin 2010, il décide de s'essayer à l'ultra-trail. Il s'adapte bien aux très longues distances et ne tarde pas à remporter ses premiers succès. Le 15 janvier 2011, il prend le départ de la Hurt 100 Mile Endurance Run à Honolulu. Prenant d'emblée les commandes de la course sur un rythme soutenu, il creuse une large avance en tête. En difficultés en fin de course, il parvient à conserver la première place pour s'offrir la victoire en 22 h 27 min 35 s avec une heure d'avance sur son plus proche rival. Il est sélectionné pour les championnats du monde de trail dans le Connemara. Il y prend un bon départ et mène la première partie de course. Il se fait ensuite dépasser par plusieurs coureurs mais parvient à remonter sur les talons du Français Erik Clavery en tête. Jason Loutitt s'accroche pour remporter la médaille d'argent, sa première médaille individuelle dans une compétition internationale,.
Le 12 septembre 2015, il participe aux championnats du monde du 100 kilomètres à Winschoten. Courant en sandales, il termine meilleur Canadien à la 73e place en 7 h 56 min 24 s.
En 2020, il se lance un défi de faire le trajet Whistler à Winnipeg et retour à vélo afin de collecter des fonds pour le programme Under One Roof de l'organisation non gouvernementale Squamish Helping Hands.
Il meurt subitement le 7 juin 2021 à Squamish.

## Palmarès

### Route
| Année | Compétition             | Lieu      | Place | Épreuve  | Performance     |
| ----- | ----------------------- | --------- | ----- | -------- | --------------- |
| 2005  | Marathon de Calgary     | Calgary   | 1er   | Marathon | 2 h 27 min 49 s |
| 2005  | Royal Victoria Marathon | Victoria  | 2e    | Marathon | 2 h 29 min 0 s  |
| 2006  | Marathon de Calgary     | Calgary   | 1er   | Marathon | 2 h 34 min 58 s |
| 2008  | Royal Victoria Marathon | Victoria  | 3e    | Marathon | 2 h 31 min 12 s |
| 2010  | Marathon de Vancouver   | Vancouver | 2e    | Marathon | 2 h 25 min 47 s |
| 2010  | Marathon de Calgary     | Calgary   | 2e    | Marathon | 2 h 38 min 38 s |
| 2011  | Marathon de Calgary     | Calgary   | 1er   | Marathon | 2 h 33 min 4 s  |

### Course en montagne
| no  | masculin | Course                                                                  | Longueur | Départ            | Temps       |
| --- | -------- | ----------------------------------------------------------------------- | -------- | ----------------- | ----------- |
| 7e  | 4e       | Championnats NACAC de course en montagne                                | 12 km    | 4 juillet 2004    | 49 min 52 s |
| 6e  | 6e       | Championnats NACAC de course en montagne                                | 12 km    | 4 juin 2005       | 48 min 40 s |
| 10e | 10e      | Championnats du Commonwealth de course en montagne - Montée et descente | 12 km    | 19 septembre 2009 | 50 min 18 s |
| 17e | 7e       | Championnats NACAC de course en montagne                                | 7,5 km   | 10 juillet 2010   | 36 min 15 s |

### Ultra-trail
| no  | masculin          | Course                               | Longueur | Départ          | Temps            |
| --- | ----------------- | ------------------------------------ | -------- | --------------- | ---------------- |
| 1re | Médaille d'or     | Hurt 100 Mile Endurance Run          | 100 mi   | 15 janvier 2011 | 22 h 27 min 35 s |
| 2e  | Médaille d'argent | American River 50 Mile Endurance Run | 50 mi    | 9 avril 2011    | 5 h 59 min 55 s  |
| 2e  | Médaille d'argent | Championnats du monde de trail       | 70 km    | 9 juillet 2011  | 6 h 40 min 32 s  |
| 1re | Médaille d'or     | Hurt 100 Mile Endurance Run          | 100 mi   | 14 janvier 2012 | 22 h 44 min 12 s |
| 1re | Médaille d'or     | Squamish 50                          | 50 mi    | 11 août 2012    | 7 h 25 min 22 s  |
| 2e  | Médaille d'argent | Hurt 100 Mile Endurance Run          | 100 mi   | 19 janvier 2013 | 21 h 39 min 0 s  |
| 2e  | Médaille d'argent | Squamish 50                          | 50 mi    | 10 août 2013    | 7 h 40 min 9 s   |

## Records
| Épreuve        | Performance     | Date              | Lieu       |
| -------------- | --------------- | ----------------- | ---------- |
| Semi-marathon  | 1 h 6 min 49 s  | 19 février 2006   | Vancouver  |
| Marathon       | 2 h 24 min 37 s | 27 juin 2009      | Seattle    |
| 50 kilomètres  | 3 h 29 min 8 s  | 12 septembre 2015 | Winschoten |
| 100 kilomètres | 7 h 56 min 24 s | 12 septembre 2015 | Winschoten |